# بيتر لونغ
بيتر لونغ (بالإنجليزية: Peter Long)‏ هو كبير الإداريين التنفيذيين بريطاني، ولد في 4 يونيو 1952.